# نیکولا میکلینی
نیکولا میکلینی (ایتالیایی: Michellini؛ زادهٔ ۲۷ فوریهٔ ۱۹۸۲) بازیکن فوتبال اهل بوسنی و هرزگوین است.
از باشگاه‌هایی که در آن بازی کرده‌است می‌توان به باشگاه فوتبال آسترا جورجو و باشگاه فوتبال داک ۱۹۰۴ دونایسکا استردا اشاره کرد.
وی همچنین در تیم ملی فوتبال بوسنی و هرزگوین بازی کرده‌است.